# Landoltia punctata
Landoltia punctata (G.Mey.) Les & D.J.Crawford – gatunek pływających jednorocznych roślin wodnych z monotypowego rodzaju Landoltia, z rodziny obrazkowatych, występujący w strefach klimatu zwrotnikowego i podzwrotnikowego w południowej Afryce, Chinach, wschodniej Azji, Indiach, Indochinach, Azji Południowo-Wschodniej, Australii, Nowej Zelandii, wyspach południowo-zachodniego Pacyfiku, Ameryce Północnej i Południowej. Introdukowany w Europie: w Holandii, Portugalii, Hiszpanii i Włoszech oraz w Egipcie, na Wyspach Kanaryjskich, w Palestynie i Turcji. Prawdopodobnie roślina ta pochodzi z Australii i Azji Południowo-Wschodniej skąd została rozprzestrzeniona i uległa naturalizacji na innych kontynentach.

## Morfologia
Rośliny o ciele uproszczonym, których jedynymi wyróżnialnymi organami są zredukowane kwiaty, a także zredukowany liść (profil) i korzenie. Ich ciało stanowi człon pędowy, jajowaty do lancetowatego, o wymiarach 1,5–8×1–5 mm, od 1,5 do 3 razy dłuższy niż szerszy, z wierzchu lśniący i zielony, pokryty brodawkami, poniżej gładki i czerwony, płaski lub wypukły. Nerwację pędu stanowi od 3 do 7 żyłek. Rośliny tworzą od 2 do 7 (rzadko 1 lub od 8 do 12) korzeni o długości do 7 cm, przedziurawiających rozwinięty w dolnej części pędu zredukowany liść. Rośliny występują pojedynczo, a także łączą się, tworząc zwarte kolonie składające się z kilku osobników, pływające tuż na powierzchni wody. Przedstawiciele tego rodzaju nie tworzą form przetrwalnikowych. Z uwagi na skuteczność rozmnażania wegetatywnego rośliny rzadko kwitną. W zalążniach rozwija się od 1 do 2 zalążków. W owocu rozwija się przeważnie pojedyncze nasiono o średnicy 0,8 mm, z 10–15 żeberkami.

## Biologia i ekologia
Landoltia punctata jest rośliną jednoroczną, hydrofitem pływającym. Rośliny z tego gatunku kwitną bardzo rzadko, od czerwca do sierpnia. Zasiedlają wody spokojne ciepłego klimatu subtropikalnego i tropikalnego, na wysokości do 2400 m n.p.m. Liczba chromosomów 2n wynosi 40, 46, 50.

## Systematyka i nazewnictwo
Pozycja rodzaju według Angiosperm Phylogeny Website (aktualizowany system APG IV z 2016)Należy do podrodziny rzęsowych (Lemnoideae), rodziny obrazkowatych (Araceae), rzędu żabieńcowców (Alismatales) w kladzie jednoliściennych (ang. monocots).
Toponimia nazwy naukowejNazwa naukowa rodzaju nadana została na cześć Eliasa Landolta, badacza systematyki i biologii roślin rzęsowych.
Synonimy
- Synonimy nomenklatoryczne:
  - Lemna punctata G.Mey.
  - Spirodela punctata (G.Mey.) C.H.Thomps.
- Synonimy taksonomiczne:
  - Lemna oligorrhiza Kurz
  - Lemna melanorrhiza F.Muell. ex Kurz
  - Lemna pleiorrhiza F.Muell. ex Kurz
  - Lemna javanica F.A.Bauer ex Hegelm.
  - Lemna pusilla Hegelm.
  - Spirodela oligorrhiza (Kurz) Hegelm.
  - Spirodela oligorrhiza var. javanica Hegelm.
  - Spirodela oligorrhiza var. melanorrhiza (F.Muell. ex Kurz) Hegelm.
  - Spirodela oligorrhiza var. pleiorrhiza (F.Muell. ex Kurz) Hegelm.
  - Spirodela oligorrhiza var. pusilla Hegelm.
  - Spirodela javanica (Hegelm.) Hegelm.
  - Spirodela melanorrhiza (F.Muell. ex Kurz) Hegelm.
  - Spirodela pleiorrhiza (F.Muell. ex Kurz) Hegelm.
  - Spirodela pusilla (Hegelm.) Hegelm.